# Société d'échecs de Winterthour
La société d'échecs de Winterthour (en allemand : Schachgesellschaft Winterthur) est un club d'échecs de la ville de Winterthour fondé en 1846. Il est l'un des plus anciens clubs de Suisse, derrière la société d'échecs de Zurich, et l'un des plus anciens au monde.

## Histoire
La société d'échecs de Winterthour est fondée le 26 septembre 1846. Le club d'échecs des travailleurs de Winterthour (Arbeiterschachklub Winterthur) a, pour sa part, été fondé en 1921 et a fusionné avec la société d'échecs en 2015. Depuis, cette dernière est le seul club d'échecs de la ville.

## Championnat
La société d'échecs de Winterthour présente une équipe au championnat d'échecs des clubs, la ligue nationale A (Nationalliga A). Avec un total de 10 équipes dans toutes les ligues, le SG Winterthour est le club qui présente le plus d'équipes aux championnats de Suisse d'échecs des clubs. 

### Équipe première

#### Palmarès
L'équipe de la ligue nationale A a remporté le championnat suisse des clubs en 1972, 1981 et à nouveau en 2017.

## Personnalités
Parmi les joueurs célèbres du club, on trouve, en 2017 : Pentala Harikrishna, Fabiano Caruana, Arthur Youssoupov,, Richard Forster, Martin Ballmann, Andreas Huss, Nedeljko Kelecevic, Daniel King, Nico Georgiadis et Noël Studer.
En 2018 : Pentala Harikrishna, Nico Georgiadis, Richard Forster, Thomas Henrichs, Florian Jenni, Gabriel Gähwiler, Dennis Kaczmarczyk, Martin Ballmann, Walter Bichsel, Emanuel Schiendorfer.

## Structures du club
L'Hôtel Banana City de Winterthour est utilisé pour les parties de Nationalliga A et Nationalliga B, sinon l'Alte Kaserne est le local du club d'échecs.
Le club d'échecs de Winterthour a organisé plusieurs tournois contre la société d'échecs de Zurich depuis sa création.